# Chile... y su verdad
Chile... y su verdad fue un documental chileno del año 1977 realizado por encargo de la dictadura militar de Augusto Pinochet, para establecer un relato oficial de los acontecimientos ocurridos en Chile entre 1970 y 1973, durante el gobierno de la Unidad Popular.

## Sinopsis
El documental surge a partir de una idea del periodista Hermógenes Pérez de Arce para construir una versión de los acontecimientos de la Unidad Popular narrados desde el punto de vista de la recién instalada dictadura militar, es decir, examinar y exponer lo que los adherentes al golpe de Estado consideraban como errores, abusos, irregularidades o incluso ilegalidades que propició, permitió o fomentó el gobierno de Salvador Allende.
A inicios de 1974, Pérez de Arce convoca a Aliro Rojas Beals, en su calidad de documentalista de la empresa Emelco, con el objeto de producir esta pieza audiovisual que fue financiada por empresas favorables a la dictadura.
El documental tuvo al menos dos objetivos: según su guionista, contrarrestar la campaña que existía en el extranjero respecto al manejo del gobierno de facto y sus políticas; y, como “testimonio elocuente del drama vivido por el país entre los años 1970 y 1973”. La empresa estatal habría producido un documental de similar enfoque y características, Historia de mil días (17 min., 1974, director desconocido), pero el resultado parece no haber sido del todo satisfactorio.

Debemos mostrar lo que fue Chile en los tres años pasados y luego lo que será de ahora en adelante. (…) Un país sin imagen visual disminuye la imagen de su soberanía. El cine es fundamental para lograr esta imagen”.
General (R) René Cabrera, presidente del directorio de Chilefilms. Ercilla, 31 de octubre de 1973.

La película cuenta con recreaciones del golpe de Estado del 11 de septiembre de 1973, reconstituyendo aquel día en la zona aledaña al Palacio de La Moneda; también se realizaron registros en la casa de Allende y algunas entrevistas. A partir de esta presentación, se realiza un racconto para narrar algunos episodios de la Unidad Popular, entre los que se cuenta: la casa presidencial de Tomás Moro y la casa El Cañaveral, utilizadas por Salvador Allende, la “Casa de Piedra” del periodista Darío Sainte-Marie, el caso de la dueña del fundo “La Tregua” en Panguipulli —Antonieta Macchi Bonadey, quien se habría suicidado luego de que el fundo fue ocupado por campesinos—, secuencias con el militante del MIR José Liendo, “Comandante Pepe”, la violencia urbana, la relación de la Unidad Popular con la Unión Soviética, el asesinato del exministro Edmundo Pérez Zujovic, incluyendo una entrevista a su hija María Angélica, la visita el país por 23 días del líder cubano Fidel Castro en noviembre de 1971, las «marchas de las cacerolas» y las elecciones parlamentarias de marzo de 1973.[cita requerida]
Hacia 1975 se exhibe, en función privada de un cine céntrico de la capital, un primer corte de Chile… y su verdad, pero su larga duración (más de dos horas) obliga a editar el material. Posteriormente a esto, el material es montado por Chilefilms, que decide no convocar a Rojas Beals para este proceso, y procediendo con las decisiones de manera unilateral, incorporándole nuevas secuencias.[cita requerida]
Finalmente, es exhibido la noche del 11 de septiembre de 1977 en cadena nacional de televisión encabezada por TVN. Luego, hacia 1979 (no está clara la fecha exacta) se produce una nueva edición del material, donde además se añaden escenas, y se sigue emitiendo por televisión cada año.
Chile… y su verdad es uno de los pocos documentales producidos y apoyados por la dictadura militar que se ha logrado conservar. Se ha recuperado a partir de una versión en video de la Cineteca de la Universidad de Chile, y versiones distintas que provienen del sitio YouTube que fueron recopiladas por Colectivo Miope, las cuales actualmente han sido removidas.
Se ponen a disposición dos versiones de la película, una es producto de un registro de video tomado de la televisión, en blanco y negro y otra es la reconstrucción creada por el investigador Camilo Matiz, a partir de versiones recogidas en internet, y que contendría la mayor cantidad de imágenes, aún cuando su calidad de resolución es dispar. Ambas se ponen a disposición para fines académicos, de investigación, crítica, ilustración, entre otros.